# 欧勝馬出気
欧勝馬 出気（おうしょうま でぎ、1997年4月9日 - ）は、モンゴル国トゥブ県出身で、鳴戸部屋所属の現役大相撲力士。本名はプレブスレン・デルゲルバヤル。身長190cm、体重167kg、血液型はO型。最高位は東小結（2025年7月場所）。

## 来歴
14歳の時にブフ、16歳の時にレスリングを始め、ドルゴルスレン・ダグワドルジ（元横綱・朝青龍）の紹介で高校2年の4月から日本の日体大柏高校に留学した。来日の際に搭乗した飛行機には豊昇龍と朝白龍も乗っていた。高校時代はレスリング部に所属し、2年次に高校選抜個人120kg級優勝、3年次に高校総体120kgで優勝の実績を残した。本当は高校の途中から相撲に転向したいと思っていたが、モンゴルから同じ飛行機で来日した3人が全員レスリング部にいないのはよくないと遠慮しレスリング部に残留した。来日させてくれた高校のレスリング部の監督へのお返しとしてレスリングを頑張った面もあった。
高校卒業後は日本体育大学スポーツ文化学部武道教育学科に進学し、大学では相撲部に入部。つまり相撲は大学時代から始めた。相撲転向1年目の大学1年次に全国学生選手権で3位になっている。全国学生選手権は2年次にベスト8、3年次も3位に入賞して3年連続で大相撲の三段目最下位格付出の資格を取得し（有効期限は取得から1年）、最後の出場となった4年次には優勝して学生横綱のタイトルと幕下15枚目格付出の資格を獲得した。全日本選手権も大学在学中は毎年出場していた。大学4年次に日体大相撲部の監督から「十両でやっても10勝します」と、その実力を評価されていた。
大学卒業後は日体大OBの15代鳴戸（元大関・琴欧洲）が師匠を務める大相撲の鳴戸部屋に入門し、2020年12月21日から研修を開始した。当初から研修期間は半年以上になる予定だったが、2021年9月場所前に正式に入門し、同場所の新弟子検査で合格した。
「欧勝馬 出喜」という四股名は師匠の現役名「琴欧洲勝紀」と、デルゲルバヤルの実家で多くの馬を飼っていたことに由来しており、下の名は本人のあだ名の当て字である。最初「モンゴル出身なのに四股名に『欧』の字が付くのは如何なものか」と違和感を覚える者もいた。新弟子検査に先立ち同年8月30日に行われた日本相撲協会の理事会で、幕下15枚目格付出での入門が承認されている。舞の海も千秋楽のNHK大相撲中継の解説で「これだけ強いのに今までどうしてモタモタしてたんだろう」と入幕前に十両でしばらく停滞していたことに触れていた。
初土俵は興行ビザの取得の都合上で同年11月場所になった。初土俵の場所は4勝3敗と勝ち越したが、勝った4番の決まり手が全て叩き込みだったことや、初土俵の場所で3敗を喫したことから、「叩きではなく、押す相撲を取っていきたい」と相撲内容の改善を今後の目標に掲げた。2022年3月場所は3勝3敗で迎えた7番目の相撲で初めて十両の土俵に上がったが、島津海に敗れて入門以来初めて負け越した。翌5月場所は7戦全勝で幕下優勝。場所後の番付編成会議で、翌7月場所での新十両昇進が決定した。鳴戸部屋からは初めての関取誕生となった。
2024年5月場所で新入幕。新入幕会見では、同じ飛行機で来日した盟友・豊昇龍との対戦を熱望し、「10番勝ちたい」と三賞にも意欲を示した。この場所では「千秋楽の金峰山戦で勝てば」の条件をクリアし、10勝5敗で敢闘賞を獲得。7月場所前にはNHKのインタビューで「大学の後輩大の里に離され過ぎずに近づいていきたい」と抱負を語った。
2025年7月場所では、東小結として新三役を果たした。記者会見では「すごくうれしい。勝ち越しを目指して頑張りたい」と喜びに浸り、師匠の鳴戸親方は「もっと上を目指せる。満足せず、ここからが勝負」と期待を寄せた。

## 取り口
レスリングの経験を活かし、立ち合い低い姿勢で当たり、頭をつけて左で前廻しを引いて寄るか、おっつけて前に出る相撲が持ち味。
いなしや引きの上手さもあり、出し投げも得意としている。
2024年9月場所後の記事では、首の後ろを掴む引き技のようなレスリングの癖を指して、元武蔵丸の武蔵川親方が「あんなの相撲じゃない。絶対強くなれないよ」と批判していた。師匠の鳴戸親方も、この癖はなかなか直らないと憂慮していた。

## 人物
- 趣味はインターネット、ゲーム。好物は肉[2]。
- 好きなYouTube動画やテレビ番組は相撲関連のもの。好きな映画はアクション映画[2]。
- 週刊新潮2023年11月2日号で、欧勝馬が鳴戸部屋の他の力士に対してパワーハラスメントをしたと報じられた。2023年9月に引退した元幕下・安齋がその内情を告発した[22]。

## 主な成績
2025年7月場所終了時点

### 通算成績
- 生涯戦歴：166勝140敗7休（23場所）
- 幕内戦歴：61勝59敗（8場所）

### 各段優勝
- 十両優勝：1回（2022年11月場所）
- 幕下優勝：1回（2022年5月場所）

### 三賞
- 敢闘賞：1回（2024年5月場所）

### 場所別成績
| | 一月場所 初場所（東京） | 三月場所 春場所（大阪） | 五月場所 夏場所（東京） | 七月場所 名古屋場所（愛知） | 九月場所 秋場所（東京） | 十一月場所 九州場所（福岡） |
| --- | ----------------------- | ----------------------- | ----------------------- | --------------------------- | ----------------------- | --------------------------- |
| 2021年 （令和3年） | x                       | x                       | x                       | x                           | x                       | 幕下付出15枚目 4–3          |
| 2022年 （令和4年） | 東幕下12枚目 5–2        | 西幕下4枚目 3–4         | 東幕下8枚目 優勝 7–0    | 東十両13枚目 5–3–7          | 東十両13枚目 8–7        | 西十両12枚目 優勝 11–4      |
| 2023年 （令和5年） | 西十両3枚目 7–8         | 西十両4枚目 8–7         | 東十両4枚目 7–8         | 東十両4枚目 7–8             | 東十両4枚目 8–7         | 西十両3枚目 6–9             |
| 2024年 （令和6年） | 西十両5枚目 8–7         | 西十両4枚目 11–4        | 西前頭14枚目 10–5 敢    | 東前頭9枚目 7–8             | 西前頭9枚目 10–5        | 西前頭4枚目 4–11            |
| 2025年 （令和7年） | 西前頭9枚目 8–7         | 西前頭8枚目 9–6         | 東前頭6枚目 10–5        | 東小結 3–12                 | x                       | x                           |
| 各欄の数字は、「勝ち-負け-休場」を示す。 優勝 引退 休場 十両 幕下 三賞：敢=敢闘賞、殊=殊勲賞、技=技能賞 その他：★=金星 番付階級：幕内 - 十両 - 幕下 - 三段目 - 序二段 - 序ノ口 幕内序列：横綱 - 大関 - 関脇 - 小結 - 前頭（「#数字」は各位内の序列） |                         |                         |                         |                             |                         |                             |

## 合い口
2025年7月場所終了現在
（以下は最高位が横綱・大関の現役力士）
- 横綱・豊昇龍には2敗。豊昇龍の横綱昇進後は対戦なし。
- 横綱・大の里には1敗。
- 大関・琴櫻には1勝1敗。2025年7月場所で初勝利。
- 元大関・髙安には1敗。髙安の大関陥落後の対戦である。
- 元大関・正代には4勝1敗。いずれも正代の大関陥落後の対戦である。
- 元大関・御嶽海には1勝。御嶽海の大関陥落後の対戦である。
- 元大関・霧島には2敗。霧島の大関陥落後の対戦である。

## 幕内対戦成績
| 力士名   | 勝数 | 負数 | 力士名   | 勝数 | 負数 | 力士名   | 勝数 | 負数 | 力士名   | 勝数 | 負数 |
| -------- | ---- | ---- | -------- | ---- | ---- | -------- | ---- | ---- | -------- | ---- | ---- |
| 安青錦   | 0    | 1    | 熱海富士 | 0    | 2    | 阿炎     | 1    | 1    | 一山本   | 1    | 3    |
| 宇良     | 1    | 1    | 遠藤     | 0    | 3    | 阿武剋   | 2    | 1    | 王鵬     | 1    | 2    |
| 大の里   | 0    | 1    | 輝       | 2    | 0    | 北の若   | 1    | 0    | 霧島     | 0    | 2    |
| 金峰山   | 4    | 1    | 豪ノ山   | 0    | 1    | 琴櫻     | 1    | 1    | 琴勝峰   | 3    | 0    |
| 佐田の海 | 2    | 1    | 正代     | 4    | 1    | 湘南乃海 | 2    | 1    | 大栄翔   | 0    | 1    |
| 隆の勝   | 0    | 1    | 髙安     | 0    | 1    | 宝富士   | 3    | 1    | 尊富士   | 0    | 2    |
| 玉正鳳   | 1    | 0    | 玉鷲     | 2    | 3    | 美ノ海   | 3    | 2    | 千代翔馬 | 1    | 0    |
| 剣翔     | 0    | 1    | 時疾風   | 2    | 0    | 翔猿     | 0    | 3    | 友風     | 1    | 0    |
| 錦木     | 1    | 2    | 錦富士   | 0    | 1    | 伯桜鵬   | 1    | 3    | 平戸海   | 1    | 2    |
| 武将山   | 1    | 0    | 豊昇龍   | 0    | 2    | 北勝富士 | 0    | 2    | 御嶽海   | 1    | 0    |
| 水戸龍   | 1    | 0    | 翠富士   | 4    | 1    | 明生     | 3    | 1    | 竜電     | 3    | 1    |
| 狼雅     | 3    | 0    | 若隆景   | 2    | 3    | 若元春   | 2    | 2    |          |      |      |

## 改名歴
- 欧勝馬 出喜（おうしょうま でぎ）2021年11月場所 - 2023年7月場所
- 欧勝馬 出気（- でぎ）2023年9月場所[23] -